# Roman Kononenko
Roman Witalijowycz Kononenko (ukr. Роман Віталійович Кононенко, ur. 13 kwietnia 1981 w Symferopolu) – ukraiński kolarz torowy i szosowy, brązowy medalista torowych mistrzostw świata.

## Kariera
Pierwszy sukces w karierze Roman Kononenko osiągnął w 2002 roku, kiedy zdobył tytuł mistrza Europy U-23 w drużynowym wyścigu na dochodzenie, a indywidualnie był drugi. Drużynowy sukces Ukraińcy z Romanem w składzie powtórzyli także rok później. W 2004 roku brał udział w igrzyskach olimpijskich w Atenach, zajmując szóste miejsce drużynowo. Największy sukces w kategorii elite osiągnął na mistrzostwach świata w Bordeaux w 2006 roku, gdzie wspólnie z Maksymem Poliszczukiem, Wołodymyrem Diudią i Lubomyrem Połatajko zdobył brązowy medal w drużynowym wyścigu na dochodzenie.